# Pontonia anachoreta
Pontonia anachoreta är en kräftdjursart som beskrevs av Kemp 1922. Pontonia anachoreta ingår i släktet Pontonia och familjen Palaemonidae. Inga underarter finns listade i Catalogue of Life.